# Quảng Trị (provincie)
Quảng Trị este o provincie în Vietnam.

## Județ
- Cam Lộ
- Cồn Cỏ
- Đa Krông
- Gio Linh
- Hải Lăng
- Hướng Hóa
- Triệu Phong
- Vĩnh Linh

1. ↑   (PDF) https://monre.gov.vn/VanBan/Lists/VanBanChiDao/Attachments/3012/b4.3_Signed.pdf Lipsește sau este vid: |title= (ajutor)
2. ↑   https://www.gso.gov.vn/en/px-web/?pxid=E0201&theme=Population%20and%20Employment Lipsește sau este vid: |title= (ajutor)
3. ↑   https://mabuuchinh.vn/ Lipsește sau este vid: |title= (ajutor)
4. ↑   http://postcode.vn/ Lipsește sau este vid: |title= (ajutor)